# Higuchi Tachibana
Higuchi Tachibana (樋口 橘 Tachibana Higuchi?, Kioto, Japón, 16 de marzo de 1976) es una mangaka japonesa principalmente conocida por sus trabajos Gakuen Alice y M to N no Shōzō.
En 1996 hizo su debut profesional en el quinto número de Bessatsu Hana to Yume, titulado 5 Gatsu no Sakura (5月のサクラ, Las flores del cerezo de mayo). Su proyecto más conocido fue Gakuen Alice, terminado en junio de 2013 y su última obra publicada fue Kageki No Kuni No Alice, un spin-off de Gakuen Alice que fue recopilado en 3 volúmenes tankobōn y culminó el 20 de septiembre de 2017.

## Carrera
Higuchi Tachibana debutó en 1996, a la edad de 20 de años en la revista Bessatsu Hana to Yume de la editorial Hakusensha, con su obra 5 Gatsu no Sakura.
 

En una entrevista que dio a Tokyopop detalló sus inicios como mangaka:
"La primera vez que presenté una historia manga fue un tiempo después de que me gradué de la escuela secundaria. Hasta ese momento yo estaba estudiando para los exámenes de ingreso en la Universidad de Arte y, como parte de eso, a veces dibujaba manga y tiras de cómics de cuatro paneles por diversión.
Porque era consciente del hecho de que yo había empezado dibujar manga en serio a una edad más tarde, creo que mi progreso durante el inicio en el dibujo y técnicas de narración era más rápido que desesperadamente trataba de absorber todo lo que podía aprender acerca de la creación del manga. Después comenzó la serialización de la historia, a medida que fui ocupado, yo estaba tan desesperada que lo presente en el momento en que siento que los dibujos probablemente no han mejorado mucho en comparación con antes. Durante la realización del manga, creo que mis técnicas de la narración de historias mejoraron más que a mí respecta a mí mismo con la forma de captar la atención de los lectores, lo bien que se puede incorporar lo que los lectores buscan en la historia".
Fue invitada al Salón del Manga de Barcelona, España, durante el 2006 en la versión XII Salón del Manga. Otros autores de manga invitados fueron; Masakazu Katsura, Atsuko Nakajima, Hideshi Hino y Monkey Punch y los artistas musicales BLOOD, Hironobu Kageyama y Akira Kushida.
En el año 2012, fue parte del equipo de autores/as que compuso el primer volumen de la Antología Story 311, la cual surgió como conmemoración al terremoto de Tohoku ocurrido en el 2011. La antología reúne una serie de historias breves, cada una escrita y dibujada por un/a autor/a distinto/a. Estas se vinculan a las experiencias de las personas sobrevivientes del terremoto y, a su vez, dejan en manifiesto la confrontación que tuvieron que conllevar estos autores con el mismo acontecimiento3. Todas las ganancias de las ventas fueron donadas para la reconstrucción de las zonas afectadas por el terremoto. En el año 2014 se publicó el segundo tomo de la antología, con una gama un poco distinta de autores.4 Los nombres de los autores del primer tomo son: Tachibana Higuchi, Yuki Suetsugu, Satoru Hiura, Rinko Ueda, Ume, Mari Okazaki, Keiko Okamoto, Riho Sachimi, Mayu Shinjo, Nagamu Nanaji y Akiko Higashimura. Los nombres que compusieron el segundo tomo son: Satoru Hiura, Toshinao Aoki, Ume, Kazumi Ohya, Keiko Okamoto, Riho Sachimi, Mayu Shinjo, Nagamu Nanaji, Tomoko Ninomiya, Kyo Hatsuki, Naoko Matsuda, Mitsuya Sasaki.

## Obras
- Swan Lake - 1 volumen; 1999
- M to N no Shōzō - 6 Volúmenes; 2000-2002 (Hana to Yume, Hakusensha)[5]
- Gakuen Alice - 31 volúmenes; 2002-2013 (Hana to Yume, Hakusensha)[6]
- Story 311 - 1 volumen; 2012 (Kodansha y Kadokawa Shoten)
- Tegami - one-shot; 2014 (Hana to Yume, Hakusensha)[7][4]
- Ann no Magomago Tosho Land - 3 volúmenes; 2014-2015 (Hana to Yume, Hakusensha)[8]
- Kageki No Kuni No Alice - 3 volúmenes; 2015-2017 (Hana to Yume, Hakusensha)[9]
- Sono Hi Sekai wa Owaru -  1 volumen; 2018 (Kiss, Kodansha)[10]
- Champignon no Majo -  6 volúmenes; 2019